# Loma Bonita, Santo Tomás
Loma Bonita är en ort i kommunen Santo Tomás i delstaten Mexiko i Mexiko. Samhället hade 1 964 invånare vid folkräkningen 2020 och var därmed kommunens folkrikaste.